# Police United Football Club
El INSEE Police United Football Club es un equipo de fútbol de Tailandia que milita en la Primera División de Tailandia, la segunda liga de fútbol más importante del país. El club fue llamado Royal Thai Police FC entre 1960 y 2008.

## Historia
Fue fundado en el año 1960 en la ciudad de Pathumthani y es administrado por la Policía Real de Tailandia desde sus inicios. Nunca ha sido campeón de liga, ha ganado 5 títulos de copa nacional y 3 de la Primera División.
A nivel internacional ha participado en 1 torneo continental, en la Copa de Clubes de Asia 1970, donde fue eliminado en la fase de grupo por el Hapoel Tel Aviv FC de Israel, el PSMS Medan de Indonesia y el West Bengal de la India.

## Palmarés
- Primera División de Tailandia: 3

1999, 2005, 2009
- Segunda División de Tailandia: 1

2015
- Copa Kor Royal: 1

1965
- Copa de la Liga de Tailandia: 3

1989, 1991, 1993

## Participación en competiciones de la AFC
- Copa de Clubes de Asia: 1 aparición

1970 - Fase de grupos

## Jugadores

### Jugadores destacados
- Seksan Piturat
- Kiatisuk Senamuang
- Thawatchai Damrong-Ongtrakul
- Dusit Chalermsan
- Chaiyong Khumpiam